# Astana Challenger Capital Cup
L'Astana Challenger Capital Cup è stato un torneo maschile professionistico di tennis che faceva parte dell'ATP Challenger Tour. Si è giocata la sola edizione del 2016, tenutasi dal 21 al 26 novembre sui campi in cemento indoor del Centro nazionale tennis di Astana, in Kazakistan. Con i suoi 50 000 dollari di montepremi, era stato il secondo più importante evento tennistico nel Paese dopo la President's Cup, altro torneo Challenger disputato in città.

## Albo d'oro

### Singolare
| Anno | Campione           | Finalista     | Punteggio       |
| ---- | ------------------ | ------------- | --------------- |
| 2016 | Yoshihito Nishioka | Denis Istomin | 6-4, 64-7, 7-63 |

### Doppio
| Anno | Campioni                              | Finalisti                   | Punteggio |
| ---- | ------------------------------------- | --------------------------- | --------- |
| 2016 | Timur Khabibulin Oleksandr Nedovjesov | Michail Elgin Denis Istomin | 7-67, 6-2 |